# Marchez pendant que vous avez la lumière
Marchez pendant que vous avez la lumière (en russe : Ходите в свете, пока есть свет) est une nouvelle de Léon Tolstoï parue en 1891.

## Historique
La nouvelle est écrite en 1887, et elle parait pour la première fois dans le tome XIII des Œuvres complètes en 1891.

## Éditions françaises
La première édition parait en 1890 à Paris, avec une traduction de E. W Smith chez Lemerre dans la collection « Bibliothèque contemporaine ». La même année parait une traduction, sans mention du nom du traducteur, chez Flammarion, sous le titre Panithile et Julius, dans la collection « Auteurs célèbres », tome 387.
La nouvelle parait ensuite dans l'édition des Œuvres complètes chez Stock, à Paris, en 1912.